# Sedgeford
Sedgeford – wieś w Anglii, w hrabstwie Norfolk, w dystrykcie King’s Lynn and West Norfolk. Leży 60 km na północny zachód od Norwich i 162 km na północ od Londynu. Miejscowość liczy 540 mieszkańców.